# ケネル・グティエレス
ケネル・グティエレス・セルダス（Kenner Gutiérrez Cerdas、1989年6月9日 - ）は、コスタリカ・アラフエラ州ポアス出身のプロサッカー選手。サッカーコスタリカ代表。CSカルタヒネス所属。ポジションはDF。

## 経歴

### 代表
ユース年代からコスタリカ代表に選出されている。2009年にはU-20代表の一員としてエジプトで開催されたU-20ワールドカップに参加した。
2017年にフル代表デビューを果たし、この年のコパ・セントロアメリカーナとCONCACAFゴールドカップに参加した。2018 FIFAワールドカップでは当初メンバー入りしていなかったが、ロナルド・マタリータの負傷離脱に伴い招集された。

## 代表歴

### 出場大会
- コスタリカ代表
  - 2018 FIFAワールドカップ

### 試合数
- 国際Aマッチ 9試合 0得点（2017年）[3]

| コスタリカ代表 | 国際Aマッチ | 国際Aマッチ |
| 年             | 出場        | 得点        |
| -------------- | ----------- | ----------- |
| 2017           | 9           | 0           |
| 通算           | 9           | 0           |

## タイトル
アラフエレンセ
- プリメーラ・ディビシオン: Invierno 2010-11, Verano 2010-11, Invierno 2011-12, Invierno 2012-13, Invierno 2013-14